# Корякин, Константин Григорьевич
Константин Григорьевич Корякин (1912 год, Тюмень, Омская губерния, Российская империя — дата и место смерти неизвестны) — штукатур, Герой Социалистического Труда (1958).

## Биография
Родился в 1901 году в городе Тюмень, Омская губерния. С 1930 года по 1941 год работал штукатуром на жилищном строительстве в Тюмени. Участвовал в Великой Отечественной войне. После демобилизации отправился в Казахстан, где стал работать с 1945 года штукатуром и позднее бригадиром в строительной организации «Чимкентстрой».
В своей работе применил рационализаторский способ набрасывания раствора ковшом, что ускорило процесс кладки кирпича. Также приспособил к растворному шлангу наконечник особой конструкции. При помощи этого нового метода работы он добился разбрызгивания цементно-асбестовой смеси под напором насоса. Этот рационализаторский метод был применён в строительном тресте «Чимкентстрой», что привело к значительному экономическому эффекту. За этот трудовой подвиг был удостоен в 1958 году звания Героя Социалистического Труда.

## Награды
- Орден Красной Звезды;
- Герой Социалистического Труда — указом Президиума Верховного Совета СССР от 9 августа 1958 года;
- Орден Ленина (1958).